# Huub van de Moosdijk
Hubertus Antonius (Huub) van de Moosdijk (14 september 1930 - 12 september 2009) was een Nederlandse politicus van de KVP en het CDA.
Hij was wethouder van de gemeente Veldhoven en burgemeester van de voormalige gemeente Vierlingsbeek.
Van de Moosdijk was van beroep verwarmingsmonteur in het klooster Koningshof.
Bij de Veldhovense gemeenteraadsverkiezingen van 1970 stelde hij zich kandidaat voor de KVP. Hij werd verkozen en kreeg een van de vier wethoudersposten.
Tijdens zijn wethouderschap ging de KVP op in het CDA. Hij bleef wethouder tot 1982. Vervolgens werd hij benoemd tot burgemeester van de toenmalige gemeente Vierlingsbeek; deze functie bekleedde hij tot 1989 waarna locoburgemeester Jan Ronnes diens functie enige tijd waarnam.
Tijdens zijn burgemeesterschap van Vierlingsbeek vond op zijn initiatief een gemeentekoning verschieting plaats voor de gilden uit de gemeente Vierlingsbeek (de gilden van Groeningen (Sint Anthonius en Sint Nicolaasgilde), Holthees (Onze Lieve Vrouwegilde), Maashees (Sint Joris en Sint Anthoniusgilde) en Overloon (Sint Theobaldusgilde)). De ketting voor de winnaar heeft als naam het “Huub van de Moosdijk schild” en werd gedragen door de koning van het winnende gilde. Het schild is momenteel in het bezit van het Onze Lieve Vrouwegilde omdat zij als laatste het evenement hebben gewonnen.
Van de Moosdijk overleed op 12 september 2009 op 78-jarige leeftijd.